# 黛安娜·皮扎维尼
黛安娜·皮扎维尼（義大利語：Diana Pizzavini，1911年8月6日—1989年1月23日），生于帕维亚，意大利女子竞技体操运动员。她曾代表意大利获得1928年夏季奥运会体操比赛女子团体全能银牌。